# The Walker Brothers
I The Walker Brothers sono stati un gruppo musicale statunitense di genere pop, attivo negli anni '60 e '70 e originario di Los Angeles.

## Storia del gruppo
Il trio era composto da Scott Walker (nome d'arte di Noel Scott Engel), John Walker (John Joseph Maus) e Gary Walker (Gary Leeds). Nel 1964, anno di formazione del gruppo, i tre membri del gruppo decisero di chiamarsi Walker Brothers ("Fratelli Walker") nonostante non fossero parenti tra loro, soprattutto per ragioni commerciali ma anche di apprezzamento degli stessi artisti. Il gruppo ha avuto maggior successo nel Regno Unito, dove era attivo maggiormente, che in patria, ed è di fatto associato alla British invasion.
Tra i maggiori successi del gruppo vi sono Make It Easy on Yourself (1965), The Sun Ain't Gonna Shine Anymore (1966) e No Regrets (1975).

## Formazione
- Scott Walker – voce, basso
- Gary Walker – batteria, voce
- John Walker – chitarra, voce

## Discografia

### Album in studio
- 1965 - Take It Easy with the Walker Brothers
- 1965 - Introducing the Walker Brothers
- 1966 - Portrait
- 1966 - The Sun Ain't Gonna Shine Anymore
- 1967 - Images
- 1975 - No Regrets
- 1976 - Lines
- 1978 - Nite Flights

### EP
- 1966 - I Need You
- 1966 - Solo John/Solo Scott

### Raccolte
Lista parziale.
- 1968 - The Walker Brothers' Story
- 1968 - The Immortal Walker Brothers
- 1972 - Make It Easy on Yourself
- 1992 - No Regrets - The Best of Scott Walker and The Walker Brothers 1965-1976